# Melaloncha laticlava
Melaloncha laticlava är en tvåvingeart som beskrevs av Brown 2006. Melaloncha laticlava ingår i släktet Melaloncha och familjen puckelflugor.
Artens utbredningsområde är Ecuador. Inga underarter finns listade i Catalogue of Life.